# Otachyrium piligerum
Otachyrium piligerum là một loài thực vật có hoa trong họ Hòa thảo. Loài này được Send. & Soderstr. mô tả khoa học đầu tiên năm 1984.